# Mohrenmühle (Rodebach)
Die Mohrenmühle ist eine ehemals am Rodebach gelegene Wassermühle mit einem unterschlächtigen Wasserrad in Gangelt, einer ländlichen Gemeinde im nordrhein-westfälischen Kreis Heinsberg.

## Geographie
Die Mohrenmühle hat ihren Standort auf der rechten Bachseite, Zur Mohrenmühle 11 in der Gemeinde Gangelt. Das Gelände, auf dem das Hof- und Mühlengebäude steht, hat eine Höhe von ca. 60 m über NN. Oberhalb steht die Platzmühle, unterhalb steht die Dahlmühle.

## Gewässer
Der Rodebach versorgte bis in das letzte Jahrhundert vierzehn Mühlen mit Wasser. Der Bach beginnt an einem Rückhaltebecken in der Nähe von Siepenbusch in der Stadt Übach-Palenberg in einer Höhe von 105 m über NN. Bis zur Mündung in die Geleenbeek bei Oud-Roosteren in den Niederlanden hat der Rodebach eine Länge von 28,9 km. Die Mündungshöhe beträgt 29 m über NN. Die Pflege und Unterhaltung des Rodebachs und seiner Nebenbäche unterliegt den jeweiligen, anliegenden Städten und Gemeinden. → Siehe auch Rodebach

## Geschichte
Die Mohrenmühle wird erstmals 1559 in der Gangelter Kirchenrentliste erwähnt und hieß schon damals „more moele“. Vermutlich ist sie aber wesentlich älter. Die Mohrenmühle war eine Getreidemühle. Sie hatte zwei Mahlgänge, die ab 1913 von einer 18 PS-Turbine angetrieben wurden. Mit der Turbine wurde auch noch ein kleiner Elektrischer Generator angetrieben. 1965 stellte der letzte Mohrenmüller die Turbine endgültig ab. Grund war auch die Verlegung des Rodebachs bei der Flussbegradigung. Seither erinnern noch mehrere Mühlsteine, der Stromgenerator und eine Hinweistafel am Haus an eine 500 Jahre alte Tradition.

## Galerie

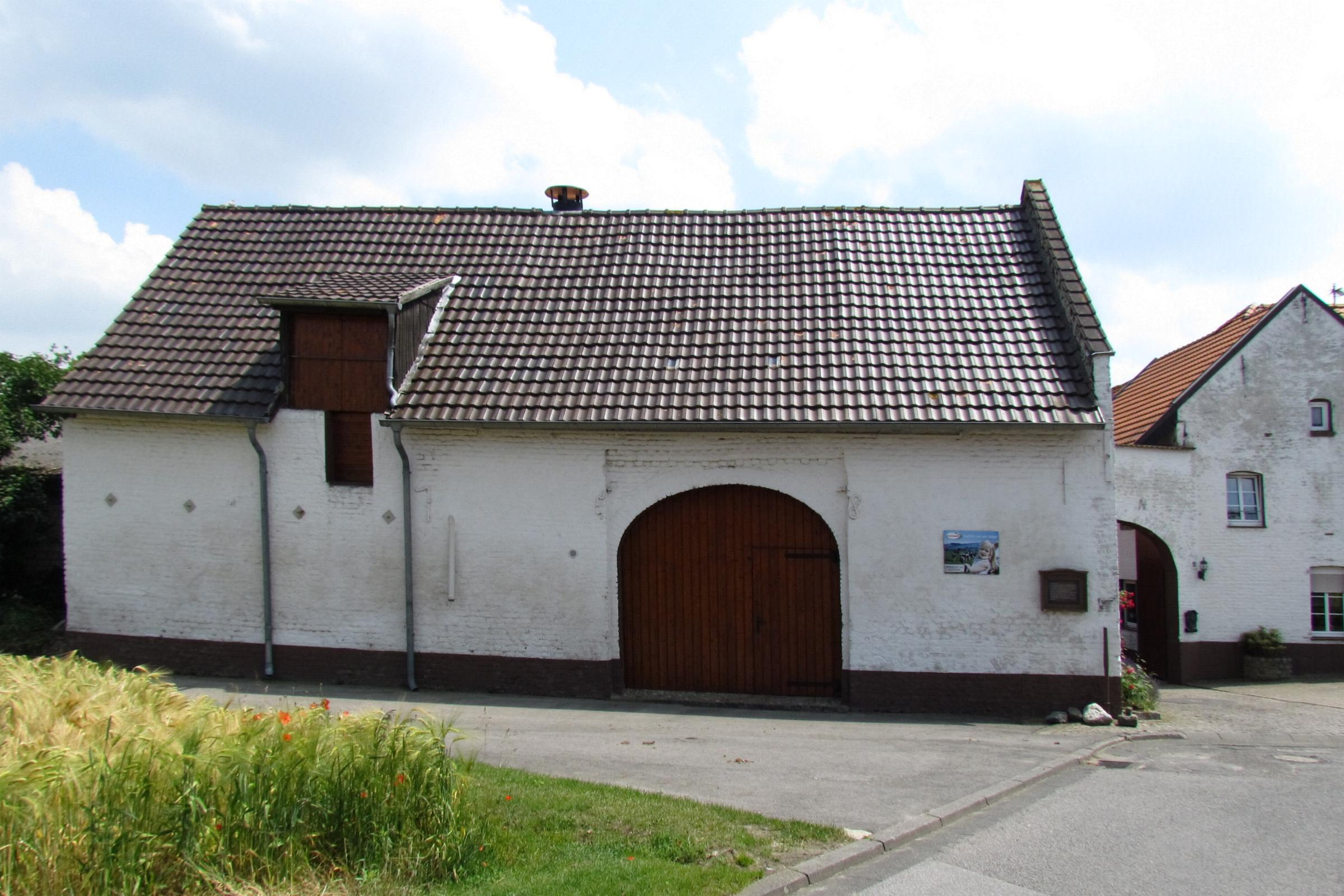
Wirtschaftsgebäude
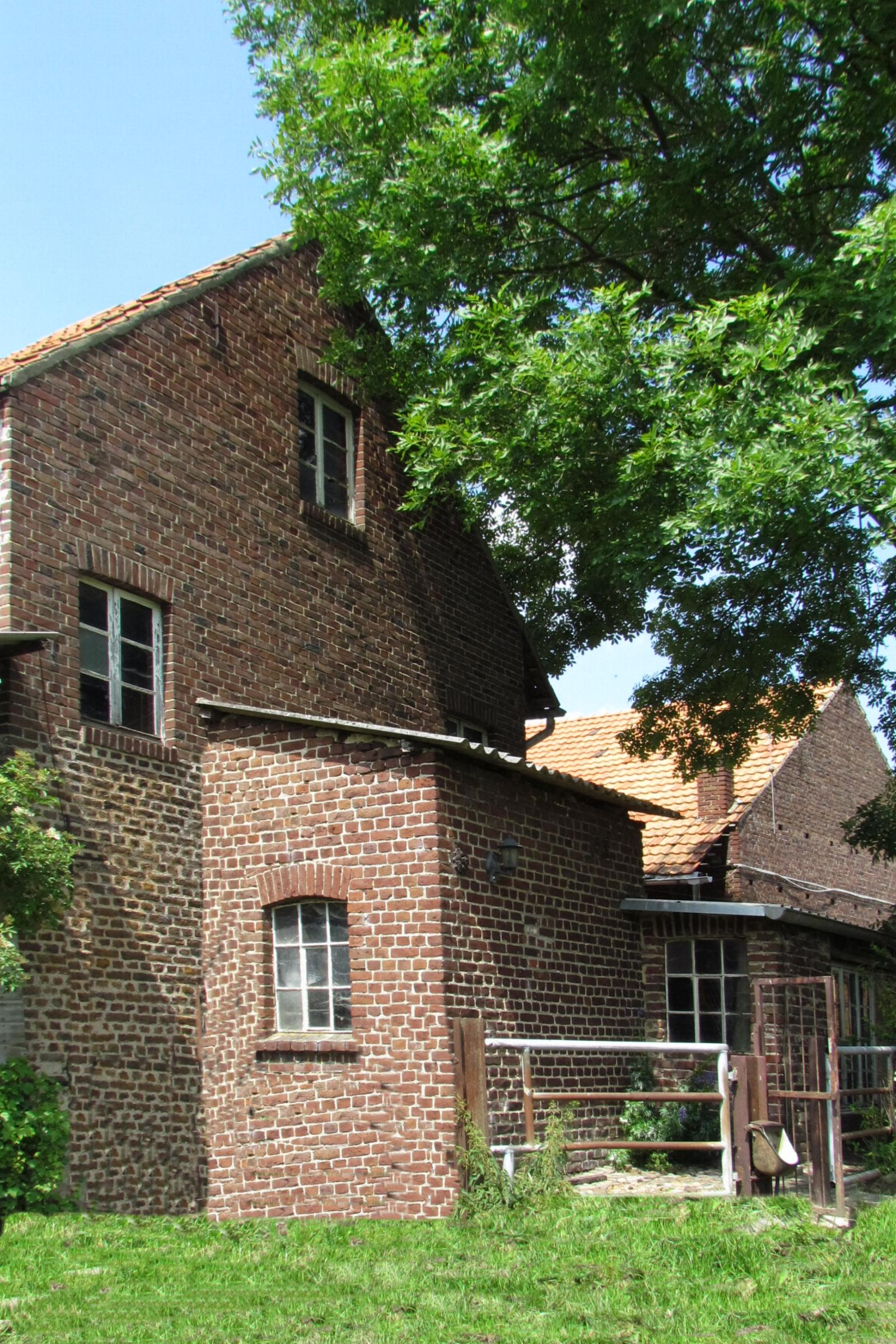
Ehemaliges Radhaus
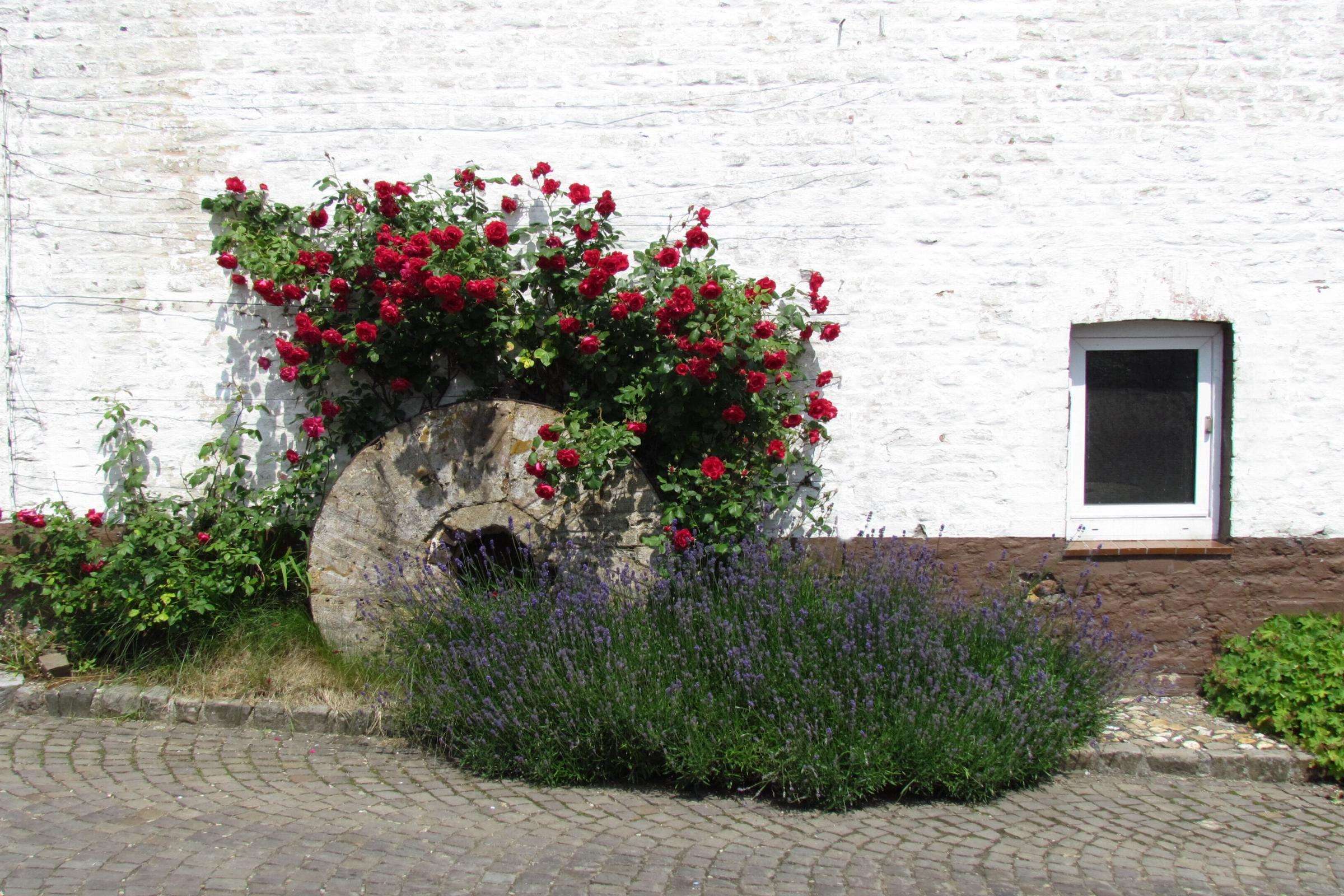
Mühlstein als Dekoration
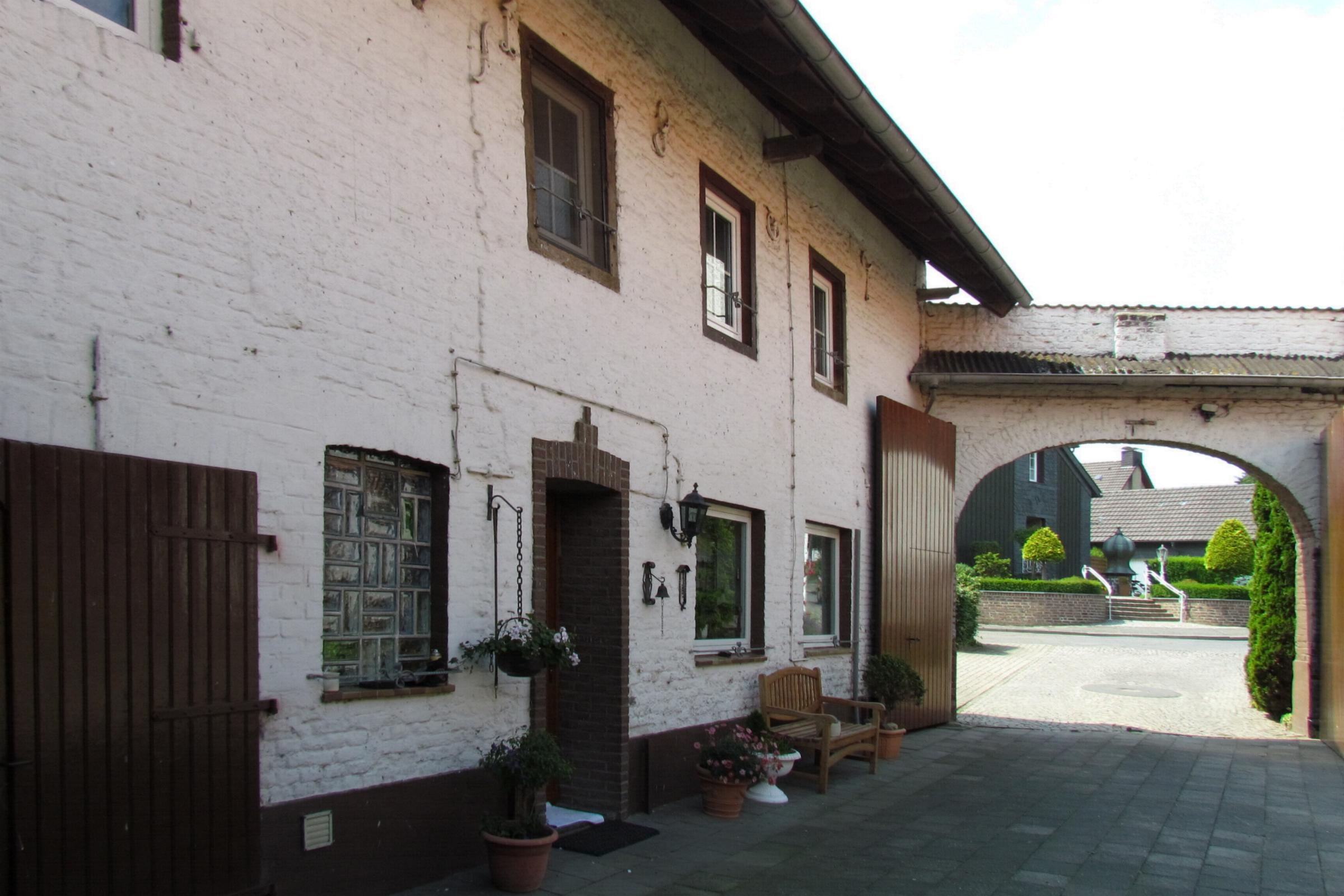
Innenhofansicht
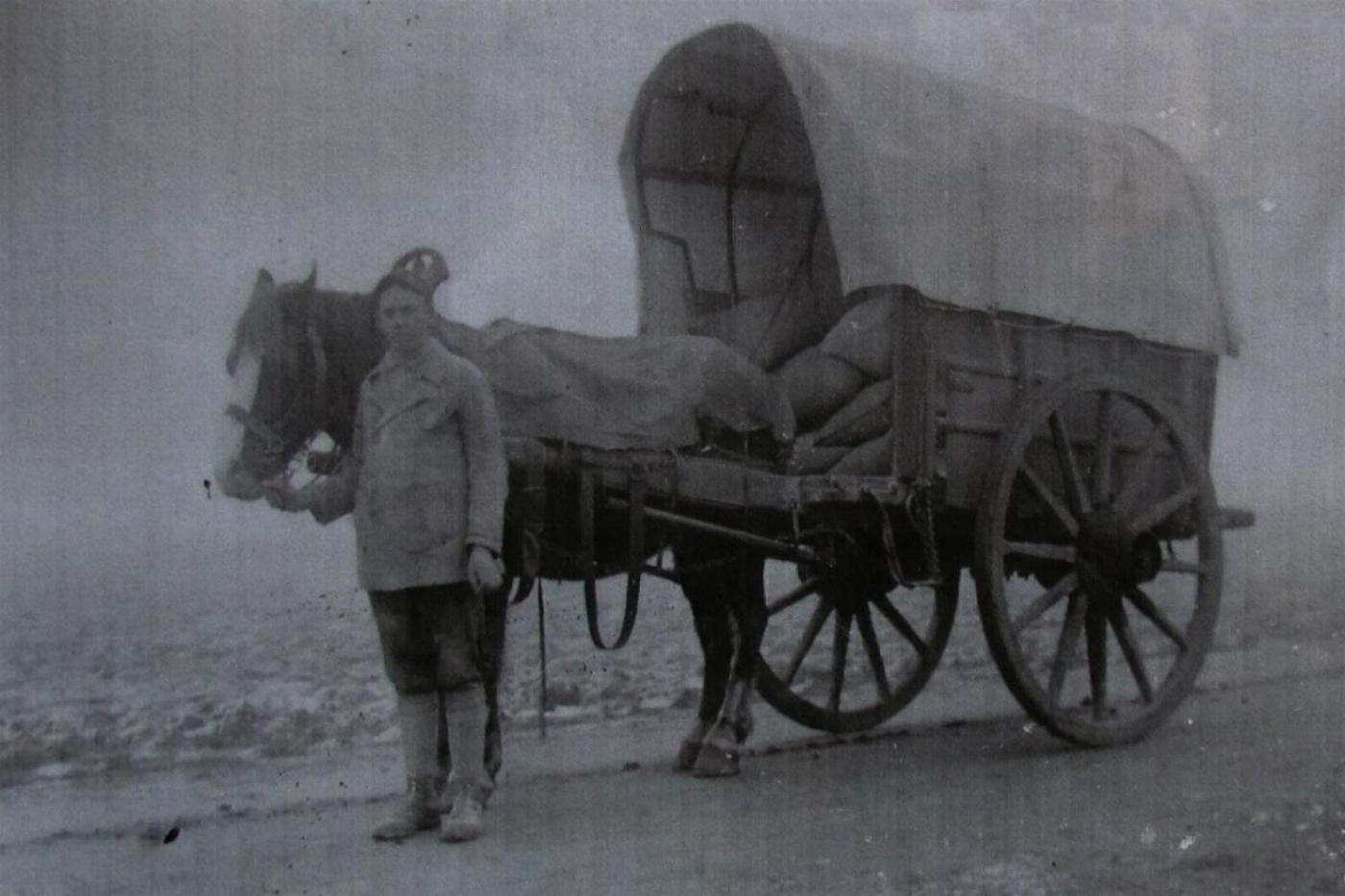
Der letzte Müller und seine Mühlenkarre
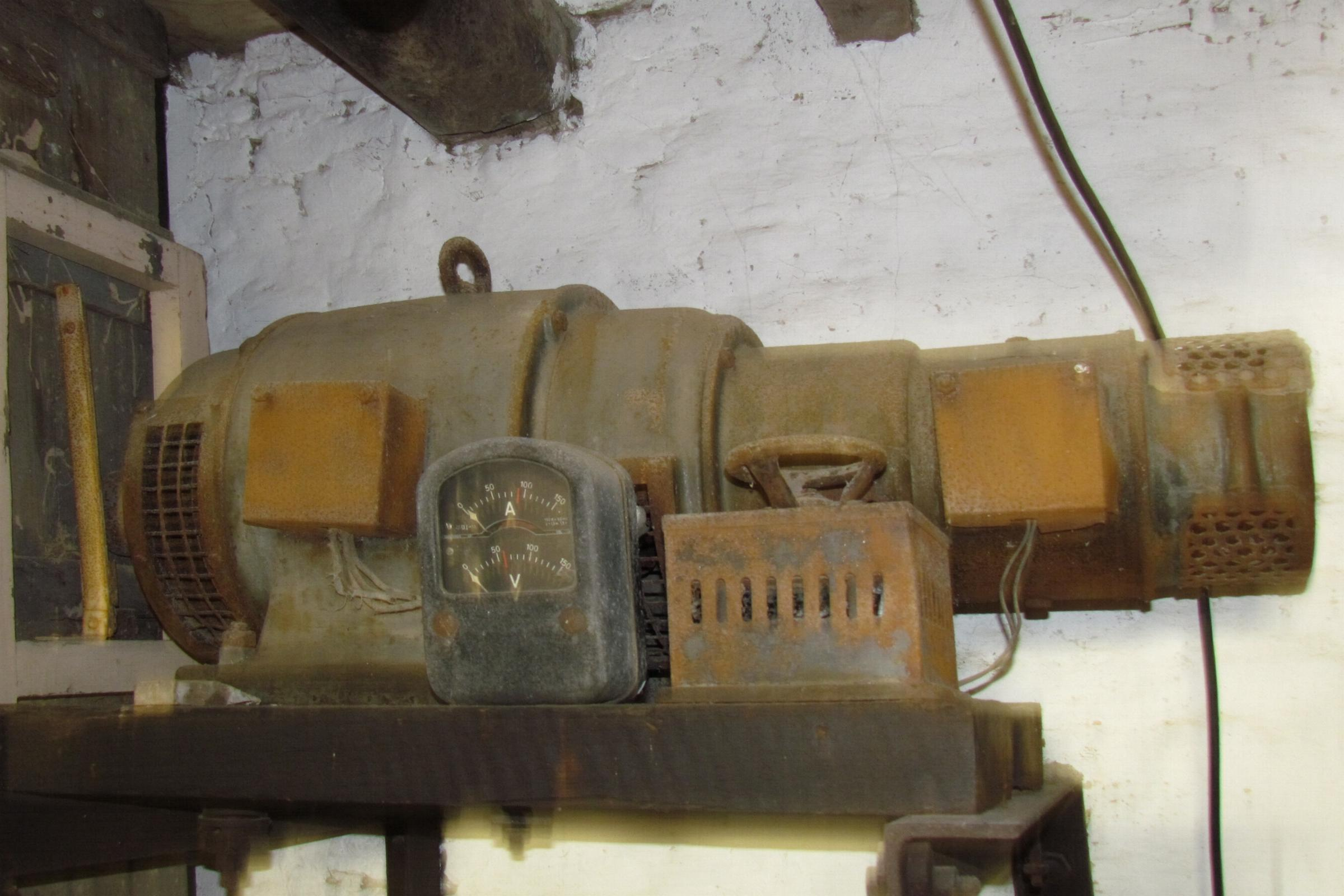
Elektrischer Generator
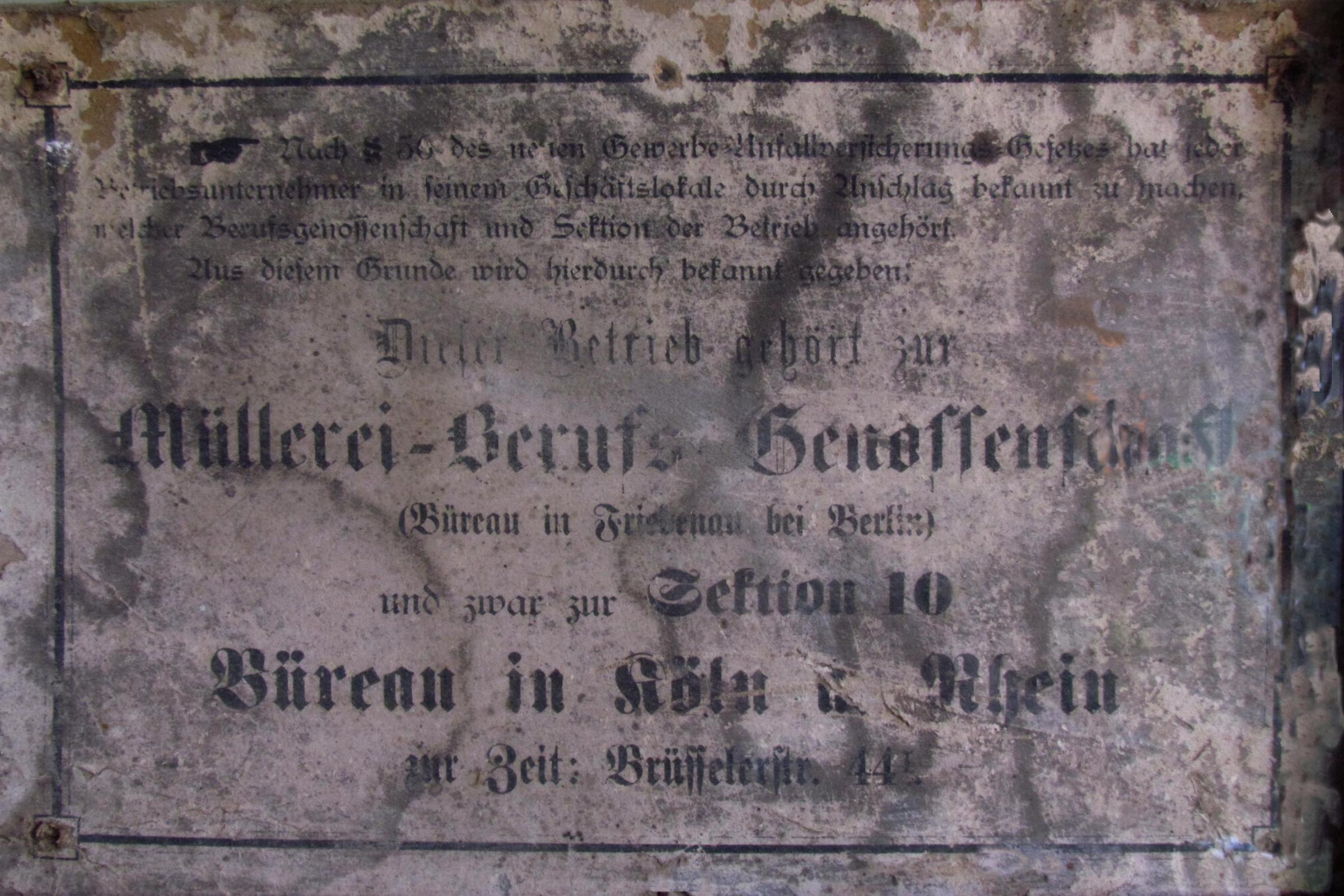
Altes Schild der Berufsgenossenschaft
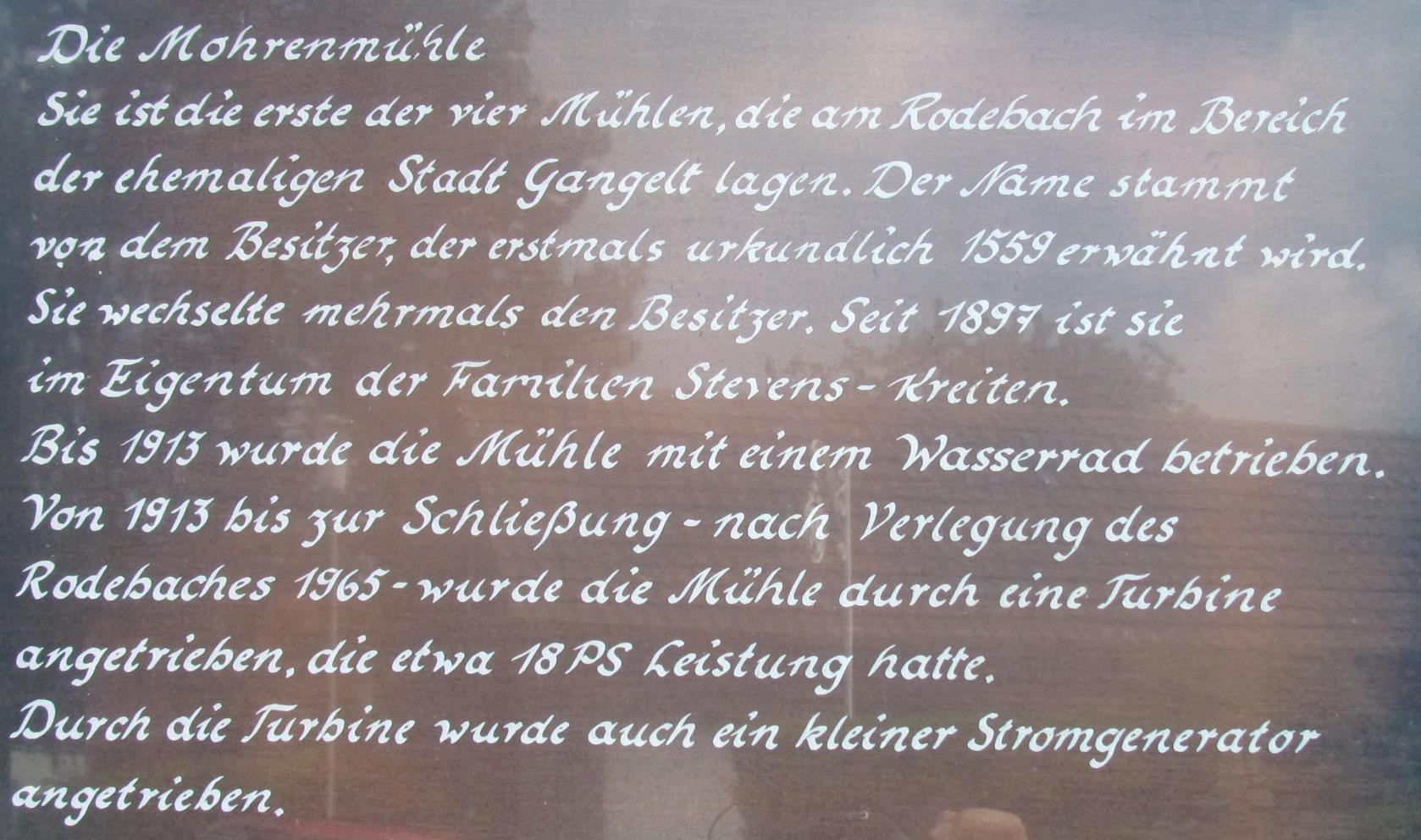
Infotafel am Hofeingang
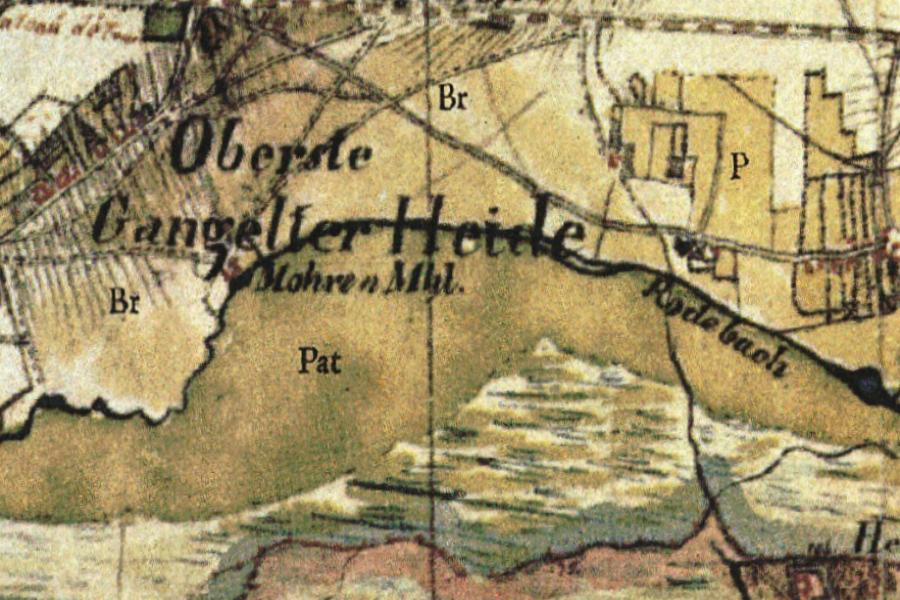
Tranchotkarte 1804/05